# 프세볼로트 루드네프
프세볼로트 루드네프(Всеволод Федорович Руднев, 1855년 8월 19일 - 1913년 7월 7일)는 러시아 제국 해군의 소장이다. 러일 전쟁이 시작된 직후 제물포 해전에서 일등 방호순양함 ‘바략’의 함장이었다. 일본에 항복하지 않고 자침을 택했기 때문에, 러시아에서는 순양함 ‘바략’과 함께 그를 영웅시하고 있다.

## 생애
루드네프는 러시아 제국 리보니아 자치령(현재의 라트비아) 리가의 해군 장교 가정에서 태어났다. 선조 대대로 뱃사람이었고, 아버지도 러시아 - 투르크 전쟁의 영웅이었다. 해양 학교를 거쳐 함대 사격 학교를 졸업하고, 1877년 준위가 된다. 1880년부터 1883년에 걸쳐, 순양함 ‘아프리카’에서 세계 일주 항해를 경험했다. 1909년에 그때의 회고록을 집필했다. 1897년에는 항양포함 ‘그레미야스치’(Gremyaschi)의 함장에 임명되어, 1898년 3월 1일 출발하여, 1899년 5월 15일 러시아에 무사히 귀환을 하며 당시에 소형 함정으로는 어려운 단독 세계 일주를 성공시켰다. 1899년 모니터함 ‘챠로데이카’ 함장이 되었다.
1900년, 뤼순 항의 사령관 보좌관이 되었다. 1903년, 일등 방호순양함 ‘바략’ 함장에 임명된다. 러일 전쟁 첫날 1904년 2월 8일 ‘바략’은 항양포함 ‘코리에츠’와 함께 제물포항(현재의 인천항)에 정박하며, 그곳에서 육군 선발 부대의 상륙 지원 임무를 맡았다. 그때 일본 제국 해군의 제2함대 제4전대가 입항해 왔다. 일본 측은 육군 부대의 상륙을 끝내고 나서 ‘바략’에게 사실상의 도전장인 퇴거 권고를 해왔다. 전력상 압도적 불리했지만 루드네프는 이에 따라 2월 9일에 출항하여, 포위를 하며 기다리고 있던 일본 측과의 포격전을 시작했다. (제물포 해전). 해전의 결과 ‘바략’은 대파되었고, 루드네프 자신도 중상을 입었다. 두 함선은 인천에 되돌아 와서 승무원들은 상륙 후 노획을 피하기 위해 자침시켰다. 이 후 루드네프는 중립국을 통해 러시아에 귀국했다.
제물포 해전에서의 현명한 지휘와 용기를 발휘한 것에 대해 루드네프에는 게오르기 훈장을 수여받고 시종 무관이 되었다. 1904년 4월부터 전함 ‘안드레이 페르보즈바니이’(Andrei Pervozvannii)의 함장이 되었다. 그러나 1905년 11월 수병들이 칙령을 논의하는 집회를 열자 이것을 막지 못했다는 죄로 소장 계급으로 참전하게 되었다. 러일 관계가 호전된 1907년 그 용맹을 기념하기 위해 메이지 천황으로부터 러시아인으로서는 최초로, 그리고 적국 사령관으로서는 전례가 없었던 욱일중광장(2급)을 수여받았다. 루드네프는 훈장을 받기는 했지만, 평생 착용해 본 적이 없었다고 한다. 은퇴 후 처의 고향에서 사망했다. 불굴의 감투 정신의 군인으로서 그 후의 소련에서도 그를 기리기 위해 고향인 툴라에 1956년 기념비를 세웠고, 러시아 시대를 통해 표창되어 있다.

## 참고자료
- Connaughton, Richard. Rising Sun and Tumbling Bear: Russia's War with Japan . Cassell (2003). ISBN 0-304-36657-9.
- Jukes, Jeffery. The Russo-Japanese War 1904-1905．Osprey 2002. ISBN 1-84176-446-9.
- 코우너, 로템 (2006). 《Historical Dictionary of the Russo-Japanese War》. The Scarecrow Press. ISBN 0-8108-4927-5..
- Nish, Ian. The Origins of the Russo-Japanese War. Longman Publishing (1985). ISBN 0-582-49114-2.
- Stafford, Julian. Maritime Operations in the Russo-Japanese War 1904-1905. Naval Institute Press (1997). ISBN 1-55750-129-7.
- Warner, Dennis & Peggy. The Tide at Sunrise; A History of the Russo-Japanese War, 1904-1905 . Charterhouse (1974).